# TechMo Bowl
TechMo Bowl est le nom donné à une rivalité (aussi surnommée Battle of the Techs) opposant dans le football américain universitaire, opposant les Yellow Jackets de l'Institut de Technologie de Géorgie basée à Atlanta aux Hokies de l'Institut polytechnique et université d'État de Virginie basée à Blacksburg en Virginie.
Ces deux universités sont membres de l'Atlantic Coast Conference (ACC) au sein de la NCAA Division I FBS.

## Histoire
En tant que membres de l'Atlantic Coast Conference, Georgia Tech et Virginia Tech se rencontrent régulièrement dans tous les sports universitaires dans lesquels les deux universités alignent une équipe. Avant que les Hokies ne rejoignent l'ACC en 2004, les deux équipes ne s'étaient rencontrées qu'une seule fois. Une rencontre supplémentaire prévue en 2000 a été annulée à la suite d'orages et de pluies torrentielles. La rivalité est toutefois plus prononcée au niveau du football américain, les équipes se rencontrant chaque saison au sein de l'ACC et souvent avec des implications divisionnaires importantes. Entre 2005 (lorsque l'ACC a été scindée en deux divisions) et 2012, l'une de ces deux équipes a toujours participé à la finale de conférence ACC (Virginia Tech en 2005, 2007, 2008, 2010, 2011 - Georgia Tech en 2006, 2009 et 2012).
La rivalité a connu deux matchs au cours desquels les équipes étaient classées dans le top 25 de l'Associated Press. Celui de 2009 où les deux équipes n'avaient connu qu'une seule défaite sur leur saison a vu les Yellow Jackets classés no 19 battre les Hokies classés no 4 et celui de 2011 a vu les Hokies classés no 10 battre les Yellow Jackets classés no 20.
Georgia Tech est devenu le premier adversaire de conférence à remporter trois matchs consécutifs au Lane Stadium de Virginia Tech
Le 28 juin 2022, l'ACC a annoncé qu'elle réunira ses divisions à partir de la saison 2023, chaque équipe jouant 3 rivaux permanents chaque année et 5 autres équipes tournantes. Pour cette raison, Georgia Tech et Virginia Tech n'auraient du s'affronter que tous les deux ans jusqu'en 2026 au moins. Le 30 octobre 2023, l'ACC a annoncé que les programmes avaient été fixés pour les saisons 2024 à 2030, la ligue s'élargissant à 17 équipes. Selon ce nouveau modèle de programmation, Georgia Tech et Virginia Tech s'affronteront en 2024, 2025, 2026 et 2029

## Palmarès en football américain
Le classement des équipes dans les tableaux ci-dessous est celui de l'Associated Press avant la saison 2014 et celui du comité du College Football Playoff depuis 2014.
| Virginia Tech (12)             | Georgia Tech (8)               |                                |
| Plus large victoire            | Virginia Tech, 45–0 (2019)     | Virginia Tech, 45–0 (2019)     |
| Plus longue série de victoires | Virginia Tech, 4 (2010–2013)   | Virginia Tech, 4 (2010–2013)   |
| Série en cours sans défaite    | Virginia Tech, 1 (depuis 2024) | Virginia Tech, 1 (depuis 2024) |

| N° | Date              | Lieu       | Vainqueur         | Score   |
| -- | ----------------- | ---------- | ----------------- | ------- |
| 01 | 10 novembre 1990  | Atlanta    | #7 Georgia Tech   | 6–03    |
| 02 | 28 octobre 2004   | Atlanta    | #22 Virginia Tech | 34–20   |
| 03 | 24 septembre 2005 | Blacksburg | #4 Virginia Tech  | 51–07   |
| 04 | 30 septembre 2006 | Blacksburg | Georgia Tech      | 38–27   |
| 05 | 1er novembre 2007 | Atlanta    | #13 Virginia Tech | 27–03   |
| 06 | 13 septembre 2008 | Blacksburg | Virginia Tech     | 20–17   |
| 07 | 17 octobre 2009   | Atlanta    | #19 Georgia Tech  | 28–23   |
| 08 | 4 novembre 2010   | Blacksburg | Virginia Tech     | 28–21   |
| 09 | 10 novembre 2011  | Atlanta    | #10 Virginia Tech | 37–26   |
| 10 | 3 septembre 2012  | Blacksburg | #16 Virginia Tech | 20–17OT |
| 11 | 26 septembre 2013 | Atlanta    | Virginia Tech     | 17–10   |
| 12 | 20 septembre 2014 | Blacksburg | Georgia Tech      | 27–24   |
| 13 | 12 novembre 2015  | Atlanta    | Virginia Tech     | 23–21   |
| 14 | 12 novembre 2016  | Blacksburg | Georgia Tech      | 30–20   |
| 15 | 11 novembre 2017  | Atlanta    | Georgia Tech      | 28–22   |
| 16 | 25 octobre 2018   | Blacksburg | Georgia Tech      | 49–28   |
| 17 | 16 novembre 2019  | Atlanta    | Virginia Tech     | 45–0    |
| 18 | 30 octobre 2021   | Atlanta    | Virginia Tech     | 26–17   |
| 19 | 5 novembre 2022   | Blacksburg | Georgia Tech      | 28–27   |
| 20 | 26 octobre 2024   | Blacksburg | Virginia Tech     | 21–06   |

## Articles annexes
- Liste des matchs de rivalité en football américain universitaire de la NCAA